# زوریلائودیماخی
زوریلائودیماخی (به لاتین: Zurilaudimakhi) یک منطقهٔ مسکونی در روسیه است که در شهرستان لواشینسکی واقع شده‌است.